# Доња Млинога
Доња Млинога је насељено место у саставу града Петриње, у Банији, Република Хрватска.

## Историја
Доња Млинога се од распада Југославије до августа 1995. године налазила у Републици Српској Крајини.

## Становништво
На попису становништва 2011. године, Доња Млинога је имала 96 становника.

## Попис 1991.
На попису становништва 1991. године, насељено место Доња Млинога је имало 240 становника, следећег националног састава:
| Попис 1991.‍ | Попис 1991.‍ | Попис 1991.‍ | Попис 1991.‍ | Попис 1991.‍ |
| ----------- | ----------- | ----------- | ----------- | ----------- |
|             |             |             |             |             |
| Срби        | Срби        |             | 195         | 81,25%      |
| Хрвати      | Хрвати      |             | 31          | 12,91%      |
| Југословени | Југословени |             | 11          | 4,58%       |
| непознато   | непознато   |             | 3           | 1,25%       |
| укупно: 240 |             |             |             |             |